# Weißgesicht-Kammstachelratte
Die Weißgesicht-Kammstachelratte (Echimys chrysurus) ist ein im nordöstlichen Südamerika verbreitetes Nagetier in der Gattung der Kammstachelratten. Die Art wurde nach ihrer Entdeckung als ein naher Verwandter des Siebenschläfers angesehen und in die Gattung Myoxus (nach aktueller Taxonomie ein Synonym zu Glis) eingeordnet. Eine weitere zwischenzeitliche Hypothese war die Zugehörigkeit zu den Eigentlichen Stachelschweinen (Hystrix). Die Mitgliedschaft in der Gattung Echimys wurde erstmals 1817 vermutet.

## Merkmale
Dieses recht große Nagetier erreicht ohne Schwanz eine Länge von 242 bis 300 mm und der Schwanz ist 305 bis 370 mm lang. Die Art hat 42 bis 54 mm lange Hinterfüße und etwa 20 mm lange Ohren. Der Körper ist oberseits mit abgeflachten Stacheln bedeckt, zwischen denen sich einige Borsten befinden. Stacheln und Borsten haben eine hell- bis dunkelgraue Färbung. Namensgebend ist eine weiße Maske im Gesicht, die auf der Stirn breit, zwischen den Augen sehr schmal und über der Nase wieder breiter ist. Die Oberseite des Kopfes ist ansonsten dunkelbraun und die Wangen sowie der Hals sind rotbraun. Auf den kleinen Ohren befinden sich braune Haare. Unter den braunen Augen ist das Lid rötlich. Der vordere Bereich der Unterseite vom Kinn bis kurz hinter die Brust ist von weißen Haaren bedeckt, worauf ein graubrauner Bereich folgt. Der gut behaarte Schwanz ist auf der vorderen Hälfte oder dem ersten Drittel wie der Rücken gefärbt. Danach sind die Haare weiß, gelb oder kastanienbraun. Von dieser Grundfärbung gibt es je nach Exemplar größere Variationen. Die Zehen der breiten Füße tragen robuste Krallen.

## Verbreitung
Die Weißgesicht-Kammstachelratte bewohnt die Region Guyanas und das Mündungsgebiet des Amazonas sowie angrenzende Regionen in Brasilien und Venezuela. Sie lebt hauptsächlich in ursprünglichen feuchten Wäldern.

## Lebensweise
Dieses nachtaktive Nagetier ruht am Tag in Baumhöhlen, die mit Blättern gepolstert werden. Die Exemplare klettern in mittleren Bereichen des Waldes und in Baumkronen. Sie bewegen sich normalerweise langsam, so dass sie nicht entdeckt werden, doch bei Gefahr können sie schnell rennen. Die Exemplare suchen ein Versteck im Dickicht und warten dort eine Zeit regungslos. Soweit Weibchen nicht paarungsbereit sind, lebt jedes Tier einzeln. Die Nahrung aus Früchten wird vermutlich mit Blättern komplettiert. Die Weißgesicht-Kammstachelratte wird vom Brillenkauz gejagt. Ein Wurf besteht aus Zwillingen.

## Gefährdung
Regional wirken sich Waldrodungen negativ aus. Die IUCN listet die Art als nicht gefährdet (least concern) aufgrund einer stabilen Gesamtpopulation.